# Seznam dílů seriálu Rodina Addamsova
Toto je seznam dílů seriálu Rodina Addamsova.

## Přehled řad
| Řada | Díly | Premiéra v USA | Premiéra v USA  | Premiéra v ČR | Premiéra v ČR |
| Řada | Díly | První díl      | Poslední díl    | První díl     | Poslední díl  |
| ---- | ---- | -------------- | --------------- | ------------- | ------------- |
| 1    | 34   | 18. září 1964  | 21. května 1965 | vysíláno      | vysíláno      |
| 2    | 30   | 17. září 1965  | 8. dubna 1966   | vysíláno      | vysíláno      |

## Seznam dílů

### První řada (1964–1965)
| Č. v seriálu | Č. v řadě | Původní název                              | Český název | Režie           | Scénář                                                                | Premiéra v USA     | Premiéra v ČR |
| ------------ | --------- | ------------------------------------------ | ----------- | --------------- | --------------------------------------------------------------------- | ------------------ | ------------- |
| 1            | 1         | The Addams Family Goes to School           |             | Arthur Hiller   | Seaman Jacobs a Ed James                                              | 18. září 1964      | vysíláno      |
| 2            | 2         | Morticia and the Psychiatrist              |             | Jean Yarbrough  | Hannibal Coons a Harry Winkler                                        | 25. září 1964      | vysíláno      |
| 3            | 3         | Fester's Punctured Romance                 |             | Sidney Lanfield | Jameson Brewer                                                        | 2. října 1964      | vysíláno      |
| 4            | 4         | Gomez the Politician                       |             | Jerry Hopper    | Hannibal Coons a Harry Winkler                                        | 9. října 1964      | vysíláno      |
| 5            | 5         | The Addams Family Tree                     |             | Jerry Hopper    | Hannibal Coons, Harry Winkler a Lou Houston                           | 16. října 1964     | vysíláno      |
| 6            | 6         | Morticia Joins the Ladies League           |             | Jean Yarbrough  | Phil Leslie a Keith Fowler                                            | 23. října 1964     | vysíláno      |
| 7            | 7         | Halloween with the Addams Family           |             | Sidney Lanfield | Keith Fowler a Phil Leslie                                            | 30. října 1964     | vysíláno      |
| 8            | 8         | Green-Eyed Gomez                           |             | Jerry Hopper    | Keith Fowler a Phil Leslie                                            | 6. listopadu 1964  | vysíláno      |
| 9            | 9         | The New Neighbors Meet the Addams Family   |             | Jean Yarbrough  | Hannibal Coons a Harry Winkler                                        | 13. listopadu 1964 | vysíláno      |
| 10           | 10        | Wednesday Leaves Home                      |             | Sidney Lanfield | Hannibal Coons a Harry Winkler                                        | 20. listopadu 1964 | vysíláno      |
| 11           | 11        | The Addams Family Meets the VIPs           |             | Sidney Lanfield | Keith Fowler a Phil Leslie                                            | 27. listopadu 1964 | vysíláno      |
| 12           | 12        | Morticia the Matchmaker                    |             | Jerry Hopper    | námět: Maury Geraghty scénář: Hannibal Coons a Harry Winkler          | 4. prosince 1964   | vysíláno      |
| 13           | 13        | Lurch Learns to Dance                      |             | Sidney Lanfield | námět: Jay Dratler scénář: Jay Dratler, Jerry Seelen a Charles Marion | 11. prosince 1964  | vysíláno      |
| 14           | 14        | Art and the Addams Family                  |             | Sidney Lanfield | Hannibal Coons a Harry Winkler                                        | 18. prosince 1964  | vysíláno      |
| 15           | 15        | The Addams Family Meets a Beatnik          |             | Sidney Lanfield | námět: Jack Raymond scénář: Henry Sharp a Sloan Nibley                | 1. ledna 1965      | vysíláno      |
| 16           | 16        | The Addams Family Meets the Undercover Man |             | Arthur Lubin    | Harry Winkler a Hannibal Coons                                        | 8. ledna 1965      | vysíláno      |
| 17           | 17        | Mother Lurch Visits the Addams Family      |             | Sidney Lanfield | Jameson Brewer                                                        | 15. ledna 1965     | vysíláno      |
| 18           | 18        | Uncle Fester's Illness                     |             | Sidney Lanfield | Bill Lutz                                                             | 22. ledna 1965     | vysíláno      |
| 19           | 19        | The Addams Family Splurges                 |             | Sidney Lanfield | námět: George Haight scénář: George Haight a Lou Huston               | 29. ledna 1965     | vysíláno      |
| 20           | 20        | Cousin Itt Visits the Addams Family        |             | Sidney Lanfield | námět: Tony Wilson scénář: Henry Sharp                                | 5. února 1965      | vysíláno      |
| 21           | 21        | The Addams Family in Court                 |             | Nat Perrin      | Harry Winkler a Hannibal Coons                                        | 12. února 1965     | vysíláno      |
| 22           | 22        | Amnesia in the Addams Family               |             | Sidney Lanfield | Phil Leslie a Keith Fowler                                            | 19. února 1965     | vysíláno      |
| 23           | 23        | Thing Is Missing                           |             | Sidney Lanfield | námět: Lorraine Edwards scénář: Bill Lutz                             | 5. března 1965     | vysíláno      |
| 24           | 24        | Crisis in the Addams Family                |             | Sidney Lanfield | námět: Preston Wood scénář: Sloan Nibley a Preston Wood               | 12. března 1965    | vysíláno      |
| 25           | 25        | Lurch and His Harpsichord                  |             | Sidney Lanfield | Harry Winkler a Hannibal Coons                                        | 19. března 1965    | vysíláno      |
| 26           | 26        | Morticia, the Breadwinner                  |             | Sidney Lanfield | Phil Leslie                                                           | 26. března 1965    | vysíláno      |
| 27           | 27        | The Addams Family and the Spacemen         |             | Sidney Lanfield | Harry Winkler a Hannibal Coons                                        | 2. dubna 1965      | vysíláno      |
| 28           | 28        | My Son the Chimp                           |             | Sidney Lanfield | námět: Don Quinn scénář: Henry Sharp                                  | 9. dubna 1965      | vysíláno      |
| 29           | 29        | Morticia's Favorite Charity                |             | Sidney Lanfield | námět: Elroy Schwartz scénář: Elroy Schwartz a Jameson Brewer         | 16. dubna 1965     | vysíláno      |
| 30           | 30        | Progress and the Addams Family             |             | Sidney Lanfield | námět: Cecil Beard a Clark Haas scénář: Bill Freedman a Ben Gershman  | 23. dubna 1965     | vysíláno      |
| 31           | 31        | Uncle Fester's Toupee                      |             | Sidney Lanfield | Harry Winkler a Hannibal Coons                                        | 30. dubna 1965     | vysíláno      |
| 32           | 32        | Cousin Itt and the Vocational Counselor    |             | Sidney Lanfield | Harry Winkler a Hannibal Coons                                        | 7. května 1965     | vysíláno      |
| 33           | 33        | Lurch the Teenage Idol                     |             | Sidney Lanfield | námět: Carol Henning, Ed Ring a Mitch Parsons scénář: Phil Leslie     | 14. května 1965    | vysíláno      |
| 34           | 34        | Winning of Morticia Addams                 |             | Sidney Lanfield | námět: Charles Marion scénář: Jameson Brewer a Charles Marion         | 21. května 1965    | vysíláno      |

### Druhá řada (1965–1966)
| Č. v seriálu | Č. v řadě | Původní název                               | Český název | Režie             | Scénář                                                                    | Premiéra v USA     | Premiéra v ČR |
| ------------ | --------- | ------------------------------------------- | ----------- | ----------------- | ------------------------------------------------------------------------- | ------------------ | ------------- |
| 35           | 1         | My Fair Cousin Itt                          |             | Sidney Lanfield   | Phil Leslie                                                               | 17. září 1965      | vysíláno      |
| 36           | 2         | Morticia's Romance (Part 1)                 |             | Sidney Lanfield   | Harry Winkler a Hannibal Coons                                            | 24. září 1965      | vysíláno      |
| 37           | 3         | Morticia's Romance (Part 2)                 |             | Sidney Lanfield   | Harry Winkler a Hannibal Coons                                            | 1. října 1965      | vysíláno      |
| 38           | 4         | Morticia Meets Royalty                      |             | Sidney Lanfield   | Leo Rifkin                                                                | 8. října 1965      | vysíláno      |
| 39           | 5         | Gomez the People's Choice                   |             | Sidney Lanfield   | námět: Joseph Vogel a Marvin Kaplan scénář: Henry Sharp                   | 15. října 1965     | vysíláno      |
| 40           | 6         | Cousin Itt's Problem                        |             | Sidney Lanfield   | Carol Henning, Ed Ring a Mitch Persons                                    | 22. října 1965     | vysíláno      |
| 41           | 7         | Halloween, Addams Style                     |             | Sidney Lanfield   | Hannibal Coons a Harry Winkler                                            | 29. října 1965     | vysíláno      |
| 42           | 8         | Morticia the Writer                         |             | Sidney Lanfield   | Hannibal Coons a Harry Winkler                                            | 5. listopadu 1965  | vysíláno      |
| 43           | 9         | Morticia the Sculptress                     |             | Sidney Lanfield   | Harry Winkler a Hannibal Coons                                            | 12. listopadu 1965 | vysíláno      |
| 44           | 10        | Gomez the Reluctant Lover                   |             | Sidney Lanfield   | námět: Charles Marion scénář: Charles Marion a Leo Rifkin                 | 19. listopadu 1965 | vysíláno      |
| 45           | 11        | Feud in the Addams Family                   |             | Sidney Lanfield   | námět: Rick Richards scénář: Rick Richards a Jerry Gottler                | 26. listopadu 1965 | vysíláno      |
| 46           | 12        | Gomez the Cat Burglar                       |             | Sidney Lanfield   | Phil Leslie                                                               | 3. prosince 1965   | vysíláno      |
| 47           | 13        | Portrait of Gomez                           |             | Sidney Salkow     | námět: Leo Salkin a Bill Lutz scénář: Leo Salkin, Bill Lutz a Henry Sharp | 10. prosince 1965  | vysíláno      |
| 48           | 14        | Morticia's Dilemma                          |             | Sidney Miller     | Jerry Gottler a John Bradford                                             | 17. prosince 1965  | vysíláno      |
| 49           | 15        | Christmas with the Addams Family            |             | Sidney Lanfield   | Hannibal Coons a Harry Winkler                                            | 24. prosince 1965  | vysíláno      |
| 50           | 16        | Uncle Fester, Tycoon                        |             | Sidney Salkow     | Sloan Nibley a Preston Wood                                               | 31. prosince 1965  | vysíláno      |
| 51           | 17        | Morticia and Gomez vs. Fester and Grandmama |             | Sidney Salkow     | námět: Lila Garrett a Bernie Kahn scénář: Sloan Nibley a Preston Wood     | 7. ledna 1966      | vysíláno      |
| 52           | 18        | Fester Goes on a Diet                       |             | Sidney Lanfield   | Hannibal Coons a Harry Winkler                                            | 14. ledna 1966     | vysíláno      |
| 53           | 19        | The Great Treasure Hunt                     |             | Sidney Lanfield   | Hannibal Coons a Harry Winkler                                            | 21. ledna 1966     | vysíláno      |
| 54           | 20        | Ophelia Finds Romance                       |             | Sidney Lanfield   | Hannibal Coons a Harry Winkler                                            | 28. ledna 1966     | vysíláno      |
| 55           | 21        | Pugsley's Allowance                         |             | Sidney Lanfield   | Harry Winkler a Hannibal Coons                                            | 4. února 1966      | vysíláno      |
| 56           | 22        | Happy Birthday, Grandma Frump               |             | Sidney Lanfield   | Elroy Schwartz                                                            | 11. února 1966     | vysíláno      |
| 57           | 23        | Morticia the Decorator                      |             | Sidney Lanfield   | Gene Thompson                                                             | 18. února 1966     | vysíláno      |
| 58           | 24        | Ophelia Visits Morticia                     |             | Sidney Lanfield   | Art Weingarten                                                            | 25. února 1966     | vysíláno      |
| 59           | 25        | Addams Cum Laude                            |             | Sidney Lanfield   | Sloan Nibley a Bill Lutz                                                  | 4. března 1966     | vysíláno      |
| 60           | 26        | Cat Addams                                  |             | Stanley Z. Cherry | Paul Tuckahoe                                                             | 11. března 1966    | vysíláno      |
| 61           | 27        | Lurch's Little Helper                       |             | Sidney Lanfield   | Phil Leslie                                                               | 18. března 1966    | vysíláno      |
| 62           | 28        | Addams Policy                               |             | Sidney Lanfield   | Harry Winkler a Hannibal Coons                                            | 25. března 1966    | vysíláno      |
| 63           | 29        | Lurch's Grand Romance                       |             | Sidney Lanfield   | Gene Thompson a Art Weingarten                                            | 1. dubna 1966      | vysíláno      |
| 64           | 30        | Ophelia's Career                            |             | Sidney Lanfield   | Harry Winkler a Hannibal Coons                                            | 8. dubna 1966      | vysíláno      |

### Speciál (1977)
| Původní název                        | Režie           | Scénář         | Premiéra v USA |
| ------------------------------------ | --------------- | -------------- | -------------- |
| Halloween with the New Addams Family | David Steinmetz | George Tibbles | 30. října 1977 |